# Akai ito (film)
Akai ito (赤い糸 Akai Ito, letteralm. Filo rosso) è un film del 2008 diretto da Shosuke Murakami.
Si tratta della versione cinematografica dell'omonima serie televisiva in formato dorama, uscita nelle sale il 20 dicembre 2008 trasmessa in contemporanea da Fuji TV. Entrambe hanno oltretutto anche gli stessi attori protagonisti e storie strettamente somiglianti.
La storia è tratta da un romanzo che porta lo stesso titolo, pubblicato via cellulare, scritto da "Mei"; la storia, divenuta un successo online dell'anno 2006, avendo guadagnato una vasta popolarità tra le adolescenti, viene successivamente pubblicata come una serie di cinque libri.
Col termine "Akai Ito" ci si riferisce alla credenza orientale del filo rosso del destino: proveniente dalla leggenda cinese, il mito afferma che gli dèi legano un filo invisibile attorno alle caviglie di uomini e donne che sono destinati ad essere anime gemelle ed un giorno pertanto a sposarsi tra loro.

## Trama
Mei è stata segretamente innamorata di Yuya per tutti gli anni della scuola che frequentato assieme, ma ecco che un giorno il ragazzo professa del tutto inaspettatamente per Mei il proprio amore nei confronti della sorella maggiore della ragazza, Haruna.
Cercando di superare la cocente delusione, Mei trova conforto nell'amicizia cameratesca dei propri compagni di classe, Riku, Mia, Yuri, Natsumi, Kamiya e Sara; in seguito anche di un alquanto misterioso ragazzo che si è dimostrato estremamente gentile con lei di nome Atsushi.
Cominciando a frequentarsi i due cominciano un poco alla volta a rendersi conto di condividere molte cose, addirittura dei ricordi della primissima infanzia e lo stesso giorno di nascita, il 29 febbraio. Tutto ciò sembra trascendere la mera coincidenza ed entrambi sentono dentro sé sbocciare come un legame proveniente direttamente dal destino, un "filo rosso" che lega le loro esistenze.
Per loro il destino può anche avere un suo lato oscuro ed una scioccante rivelazione riguardante il passato d'entrambi costringe Atsushi ad allontanarsi da Mei. Questo distacco violento produce subito tutta una catena di guai alla ragazza.
Contro le circostanze avverse, che cercano sempre più di prendere il controllo della propria vita, Mei lotta con la forza della disperazione per riuscire a mantenere la intatta la fede nel tenue filo rosso del destino: ella crede fermamente che esso la farà riunire al vero amore.